# David Terence Bastin
David Terence Bastin, britanski general, * 1904, † 1982.